# Aprostocetus rosae
Aprostocetus rosae is een vliesvleugelig insect uit de familie Eulophidae. De wetenschappelijke naam is voor het eerst geldig gepubliceerd in 1886 door Ashmead.